# Šafov
Šafov (en allemand : Schaffa) est une commune du district de Znojmo, dans la région de Moravie-du-Sud, en République tchèque. Sa population s'élevait à 151 habitants en 2020.

## Géographie
Šafov se trouve près de la frontière autrichienne, à 24 km à l'ouest de Znojmo, à 74 km à l'ouest-sud-ouest de Brno et à 165 km au sud-est de Prague.
La commune est limitée par Starý Petřín et Podmyče au nord, par l'Autriche à l'est et au sud, et par Stálky à l'ouest.

## Histoire
La première mention écrite de la localité date de 1323.

## personnalités
- Ludwig Winder (1889-1946) écrivain tchécoslovaque né à Šafov et mort en exil à Baldock